# Elisabeth Ryhre
Elisabeth Ryhre, född 26 februari 1948 i Stockholm, är en svensk målare.
Elisabeth Ryhre, som är uppvuxen i Göteborg, gjorde en uppmärksammad debut på Galleri Heland i Stockholm 1970. Hon har sedan dess varit verksam på Madeira, Sri Lanka och Kanada förutom Sverige. Ryhre målar främst i olja men har på senare år arbetat mycket med oljepastell. 
"Hon förenar i sina trancendenta naturskildringar det sena 1800-talets realism och nationalromantik (inte minst dess besjälade naturuppfattning) med det sena 1900-talets New Age-romantik." 
(Folke Edwards: Från modernism till postmodernism. Svensk konst 1900-2000)
Ryhre menar sig ha en nära kontakt med naturen. Ibland har hon använt ordet "naturandar" då hon beskrivit naturfenomen i sina konstverk. Ryhres berättelser påminner om sådant naturfolk i alla tider återgett. Ryhre är representerad vid bland annat Göteborgs konstmuseum.